# Collegio di Liverpool Riverside
Liverpool Riverside è un collegio elettorale situato nel Merseyside, nel Nord Ovest dell'Inghilterra, e rappresentato alla Camera dei comuni del Parlamento del Regno Unito. Elegge un membro del parlamento con il sistema maggioritario a turno unico; l'attuale parlamentare è Kim Johnson, del Partito Laburista, eletto nel 2019.

## Estensione

Liverpool Riverside dal 2010 al 2024

- 1983-1997: i ward della città di Liverpool di Abercromby, Arundel, Dingle, Everton, Granby e Vauxhall.
- 1997-2010: i ward della città di Liverpool di Abercromby, Aigburth, Arundel, Dingle, Everton, Granby, Smithdown e Vauxhall.
- 2010-2024: i ward della città di Liverpool di Central, Greenbank, Kirkdale, Mossley Hill, Princes Park, Riverside e St Michael's.
- dal 2024: i ward della città di Liverpool di Anfield (quasi tutto), Brownlow Hill, Canning (quasi tutto), City Centre North, City Centre South, Dingle, Edge Hill (piccola parte), Everton East (quasi tutto), Everton North, Everton West, Festival Gardens (quasi tutto), Kensington and Fairfield (piccola parte), Kirkdale East, Kirkdale West, Princes Park (quasi tutto), Toxteth; Tuebrook Breckside Park (parte), Vauxhall, Waterfront North e Waterfront South.[1]

Il collegio è uno di quelli che coprono la città di Liverpool; Riverside include l'area centrale della città, tra cui alcune aree note come il Royal Liver Building e l'Albert Dock. I quartieri compresi sono Aigburth, Canning, Chinatown, Dingle, Kirkdale, parte di Mossley Hill, St Michael's Hamlet, Toxteth e Vauxhall. Comprende anche l'Università di Liverpool e l'Università di Liverpool John Moores.

## Membri del parlamento
| Elezione | Elezione | Deputato      | Partito         |
| -------- | -------- | ------------- | --------------- |
|          | 1983     | Robert Parry  | Laburista       |
|          | 1997     | Louise Ellman | Laburista Co-Op |
|          | 2019     | Louise Ellman | Co-Op           |
|          | 2019     | Kim Johnson   | Laburista       |

## Elezioni

### Elezioni negli anni 2020
| Partito                    | Partito                                | Candidato                  | Risultati 4 luglio 2024 | Risultati 4 luglio 2024 |
| Partito                    | Partito                                | Candidato                  | Voti                    | %                       |
| -------------------------- | -------------------------------------- | -------------------------- | ----------------------- | ----------------------- |
|                            | Laburista                              | Kim Johnson                | 20 039                  | 61,89                   |
|                            | Verdi                                  | Chris Coughlan             | 5 246                   | 16,20                   |
|                            | Reform UK                              | Gary Hincks                | 3 272                   | 10,10                   |
|                            | Lib Dem                                | Rebecca Turner             | 1 544                   | 4,77                    |
|                            | Conservatore                           | Jane Austin                | 1 155                   | 3,57                    |
|                            | TUSC                                   | Roger Bannister            | 622                     | 1,92                    |
|                            | Liberale                               | Sean Weaver                | 256                     | 0,79                    |
|                            | National Health Action                 | Stephen McNally            | 247                     | 0,76                    |
|                            |                                        |                            |                         |                         |
| Iscritti                   | Iscritti                               | Iscritti                   | 71 380                  | 100,00                  |
| ↳ Votanti (% su iscritti)  | ↳ Votanti (% su iscritti)              | ↳ Votanti (% su iscritti)  | 32 381                  | 45,36                   |
| ↳ Astenuti (% su iscritti) | ↳ Astenuti (% su iscritti)             | ↳ Astenuti (% su iscritti) | 38 999                  | 54,64                   |
|                            |                                        |                            |                         |                         |
|                            | Esito: collegio confermato a Laburista |                            |                         |                         |

### Elezioni negli anni 2010
| Partito                    | Partito                                | Candidato                  | Risultati 12 dicembre 2019 | Risultati 12 dicembre 2019 |
| Partito                    | Partito                                | Candidato                  | Voti                       | %                          |
| -------------------------- | -------------------------------------- | -------------------------- | -------------------------- | -------------------------- |
|                            | Laburista                              | Kim Johnson                | 41 170                     | 77,99                      |
|                            | Conservatore                           | Sean Malkeson              | 4 127                      | 7,82                       |
|                            | Verdi                                  | Tom Crone                  | 3 017                      | 5,72                       |
|                            | Lib Dem                                | Robert McAllister-Bell     | 2 696                      | 5,11                       |
|                            | Brexit                                 | David Leach                | 1 779                      | 3,37                       |
|                            |                                        |                            |                            |                            |
| Iscritti                   | Iscritti                               | Iscritti                   | 80 310                     | 100,00                     |
| ↳ Votanti (% su iscritti)  | ↳ Votanti (% su iscritti)              | ↳ Votanti (% su iscritti)  | 52 789                     | 65,73                      |
| ↳ Astenuti (% su iscritti) | ↳ Astenuti (% su iscritti)             | ↳ Astenuti (% su iscritti) | 27 521                     | 34,27                      |
|                            |                                        |                            |                            |                            |
|                            | Esito: collegio confermato a Laburista |                            |                            |                            |

| Partito                    | Partito                                      | Candidato                  | Risultati 8 giugno 2017 | Risultati 8 giugno 2017 |
| Partito                    | Partito                                      | Candidato                  | Voti                    | %                       |
| -------------------------- | -------------------------------------------- | -------------------------- | ----------------------- | ----------------------- |
|                            | Laburista Co-Op                              | Louise Ellman              | 40 599                  | 84,55                   |
|                            | Conservatore                                 | Pamela Hall                | 4 652                   | 9,69                    |
|                            | Verdi                                        | Stephanie Pitchers         | 1 582                   | 3,29                    |
|                            | Lib Dem                                      | Tom Sebire                 | 1 187                   | 2,47                    |
|                            |                                              |                            |                         |                         |
| Iscritti                   | Iscritti                                     | Iscritti                   | 76 343                  | 100,00                  |
| ↳ Votanti (% su iscritti)  | ↳ Votanti (% su iscritti)                    | ↳ Votanti (% su iscritti)  | 48 020                  | 62,90                   |
| ↳ Astenuti (% su iscritti) | ↳ Astenuti (% su iscritti)                   | ↳ Astenuti (% su iscritti) | 28 323                  | 37,10                   |
|                            |                                              |                            |                         |                         |
|                            | Esito: collegio confermato a Laburista Co-Op |                            |                         |                         |

| Partito                    | Partito                                      | Candidato                  | Risultati 7 maggio 2015 | Risultati 7 maggio 2015 |
| Partito                    | Partito                                      | Candidato                  | Voti                    | %                       |
| -------------------------- | -------------------------------------------- | -------------------------- | ----------------------- | ----------------------- |
|                            | Laburista Co-Op                              | Louise Ellman              | 29 835                  | 67,40                   |
|                            | Verdi                                        | Martin Dobson              | 5 372                   | 12,14                   |
|                            | Conservatore                                 | Jackson Ng                 | 4 245                   | 9,59                    |
|                            | UKIP                                         | Joe Chiffers               | 2 510                   | 5,67                    |
|                            | Lib Dem                                      | Paul Childs                | 1 719                   | 3,88                    |
|                            | TUSC                                         | Tony Mulhearn              | 582                     | 1,31                    |
|                            |                                              |                            |                         |                         |
| Iscritti                   | Iscritti                                     | Iscritti                   | 70 934                  | 100,00                  |
| ↳ Votanti (% su iscritti)  | ↳ Votanti (% su iscritti)                    | ↳ Votanti (% su iscritti)  | 44 263                  | 62,40                   |
| ↳ Astenuti (% su iscritti) | ↳ Astenuti (% su iscritti)                   | ↳ Astenuti (% su iscritti) | 26 671                  | 37,60                   |
|                            |                                              |                            |                         |                         |
|                            | Esito: collegio confermato a Laburista Co-Op |                            |                         |                         |

| Partito                    | Partito                                      | Candidato                  | Risultati 6 maggio 2010 | Risultati 6 maggio 2010 |
| Partito                    | Partito                                      | Candidato                  | Voti                    | %                       |
| -------------------------- | -------------------------------------------- | -------------------------- | ----------------------- | ----------------------- |
|                            | Laburista Co-Op                              | Louise Ellman              | 22 998                  | 59,27                   |
|                            | Lib Dem                                      | Richard Marbrow            | 8 825                   | 22,74                   |
|                            | Conservatore                                 | Kegang Wu                  | 4 243                   | 10,94                   |
|                            | Verdi                                        | Tom Crone                  | 1 355                   | 3,49                    |
|                            | BNP                                          | Peter Stafford             | 706                     | 1,82                    |
|                            | UKIP                                         | Patricia Gaskell           | 674                     | 1,74                    |
|                            |                                              |                            |                         |                         |
| Iscritti                   | Iscritti                                     | Iscritti                   | 74 474                  | 100,00                  |
| ↳ Votanti (% su iscritti)  | ↳ Votanti (% su iscritti)                    | ↳ Votanti (% su iscritti)  | 38 801                  | 52,10                   |
| ↳ Astenuti (% su iscritti) | ↳ Astenuti (% su iscritti)                   | ↳ Astenuti (% su iscritti) | 35 673                  | 47,90                   |
|                            |                                              |                            |                         |                         |
|                            | Esito: collegio confermato a Laburista Co-Op |                            |                         |                         |

### Elezioni negli anni 2000
| Partito                    | Partito                                      | Candidato                  | Risultati 5 maggio 2005 | Risultati 5 maggio 2005 |
| Partito                    | Partito                                      | Candidato                  | Voti                    | %                       |
| -------------------------- | -------------------------------------------- | -------------------------- | ----------------------- | ----------------------- |
|                            | Laburista Co-Op                              | Louise Ellman              | 17 951                  | 57,55                   |
|                            | Lib Dem                                      | Richard Marbrow            | 7 737                   | 24,81                   |
|                            | Conservatore                                 | Gabrielle J.F. Howatson    | 2 843                   | 9,11                    |
|                            | Verdi                                        | Peter A.E. Cranie          | 1 707                   | 5,47                    |
|                            | Laburista Socialista                         | Beth R. Marshall           | 498                     | 1,60                    |
|                            | UKIP                                         | Ann R.F. Irving            | 455                     | 1,46                    |
|                            |                                              |                            |                         |                         |
| Iscritti                   | Iscritti                                     | Iscritti                   | 75 159                  | 100,00                  |
| ↳ Votanti (% su iscritti)  | ↳ Votanti (% su iscritti)                    | ↳ Votanti (% su iscritti)  | 31 191                  | 41,50                   |
| ↳ Astenuti (% su iscritti) | ↳ Astenuti (% su iscritti)                   | ↳ Astenuti (% su iscritti) | 43 968                  | 58,50                   |
|                            |                                              |                            |                         |                         |
|                            | Esito: collegio confermato a Laburista Co-Op |                            |                         |                         |

| Partito                    | Partito                                      | Candidato                  | Risultati 7 giugno 2001 | Risultati 7 giugno 2001 |
| Partito                    | Partito                                      | Candidato                  | Voti                    | %                       |
| -------------------------- | -------------------------------------------- | -------------------------- | ----------------------- | ----------------------- |
|                            | Laburista Co-Op                              | Louise Ellman              | 18 201                  | 71,37                   |
|                            | Lib Dem                                      | Richard Marbrow            | 4 251                   | 16,67                   |
|                            | Conservatore                                 | Judith Edwards             | 2 142                   | 8,40                    |
|                            | Alleanza Socialsita                          | Cathy Wilson               | 909                     | 3,56                    |
|                            |                                              |                            |                         |                         |
| Iscritti                   | Iscritti                                     | Iscritti                   | 74 788                  | 100,00                  |
| ↳ Votanti (% su iscritti)  | ↳ Votanti (% su iscritti)                    | ↳ Votanti (% su iscritti)  | 25 503                  | 34,10                   |
| ↳ Astenuti (% su iscritti) | ↳ Astenuti (% su iscritti)                   | ↳ Astenuti (% su iscritti) | 49 285                  | 65,90                   |
|                            |                                              |                            |                         |                         |
|                            | Esito: collegio confermato a Laburista Co-Op |                            |                         |                         |

## Risultati dei referendum

### Referendum sulla permanenza del Regno Unito nell'Unione europea del 2016
|             | Collegio            | Lasciare UE % | Rimanere in UE % |
| ----------- | ------------------- | ------------- | ---------------- |
|             | Liverpool Riverside | 26,8%         | 76,2%            |
|             | Inghilterra         | 53,3%         | 46,7%            |
| Regno Unito | 51,9%               | 48,1%         |                  |